# Rammsjön (Björketorps socken, Västergötland)
Rammsjön är en sjö i Härryda kommun i Västergötland och ingår i Rolfsåns huvudavrinningsområde. Sjön är 9 meter djup, har en yta på 0,0828 kvadratkilometer och befinner sig 91,1 meter över havet.
Sjön ligger norr om Rävlanda och har en badplats med brygga och ett hopptorn. Badplatsen sköts av frivilliga från orten.

## Delavrinningsområde
Rammsjön ingår i det delavrinningsområde (639623-130272) som SMHI kallar för Ovan Häbbäcken. Medelhöjden är 108 meter över havet och ytan är 10,52 kvadratkilometer. Räknas de 23 avrinningsområdena uppströms in blir den ackumulerade arean 327,99 kvadratkilometer. Avrinningsområdets utflöde Rolfsån (Nolån) mynnar i havet. Avrinningsområdet består mestadels av skog (67 %) och jordbruk (11 %). Avrinningsområdet har 0,23 kvadratkilometer vattenytor vilket ger det en sjöprocent på 2,1 %. Bebyggelsen i området täcker en yta av 1,23 kvadratkilometer eller 12 % av avrinningsområdet.